# George Washington Cullum
George Washington Cullum, född 25 februari 1809 i New York, död 28 februari 1892, var en amerikansk militäringenjör.
Cullum var under ett trettiotal år verksam såsom byggare av fästningsverk, dammbyggnader, fyrtorn med mera och lärare vid krigsskolan i West Point. Under amerikanska inbördeskriget tjänstgjorde han 1861–1864 såsom stabschef hos överbefälhavaren, och 1864–1866 hade han högsta tillsynen över nämnda krigsskola. År 1874 tog han avsked med rang som överste vid ingenjörskåren och generalmajor i armén.